# 公因數
在数学中，公因数显示着若干个整数之间的数论关系。如果一个数同时是几个数的约数，称这个数为它们的「公因数」；公约数中最大一个的称为最大公因数。
在数学分析的叙述中，如果n和d都是整数而且存在某个整数c，使得n = cd，就说d是n的一个因数，或说n是d的一个倍数，记作d|n（读作d整除n）。如果d|a且d|b我们就称d是a和b的一个公因数。对每一对整数都有一个公因数d，形如d = ax+by，其中x和y都是整数，并且a和b的每一个公因数都能整除这个d。d的绝对值叫做最大公因数，记为{\displaystyle \gcd(a,b)}。

## 日常语言中的引用
在日常语言中，公约数也用来表示几个人不同观点中相同的部分。